# Mannschaftskader der polnischen Mannschaftsmeisterschaft im Schach 1959
Die Liste der Mannschaftskader der polnischen Mannschaftsmeisterschaft im Schach 1959 enthält (soweit bekannt) alle Spieler, die in der Endrunde der polnischen Mannschaftsmeisterschaft im Schach 1959 mindestens einmal eingesetzt wurden.

## Allgemeines
Während Start Katowice, ŁKS Łódź, Konstal Chorzów, BKS Budowlani Bydgoszcz und GKS Bytom in allen Wettkämpfen die gleichen acht Spieler einsetzten, spielten bei Polonia Warszawa und WKSz Legion Warszawa je zehn Spieler mindestens eine Partie. Insgesamt kamen 105 Spieler zum Einsatz.

## Legende
Die nachstehenden Tabellen enthalten folgende Informationen:
- Nr.: Ranglistennummer; ein zusätzliches „J“ bezeichnet Jugendliche, ein zusätzliches „W“ Frauen
- Pkt.: Anzahl der erreichten Punkte
- Partien: Anzahl der gespielten Partien

## KKS Polonia Warszawa
| Nr. | Name                  | Pkt. | Partien |
| --- | --------------------- | ---- | ------- |
| 1   | Janusz Szukszta       | 5    | 8       |
| 2   | Stanisław Gawlikowski | 6    | 11      |
| 3   | Janusz Szpotański     | 5,5  | 9       |
| 4   | Andrzej Filipowicz    | 6    | 11      |
| 5   | Natan Borowski        | 6,5  | 9       |
| 6   | Andrzej Adamski       | 6    | 7       |
| 7   | Waldemar Kurowski     | 3,5  | 5       |
| 8   | Zygmunt Burakowski    | 3,5  | 6       |
| J1  | Jan Adamski           | 6,5  | 11      |
| W1  | Grażyna Piszczyk      | 6    | 11      |

## KS Start Katowice
| Nr. | Name                   | Pkt. | Partien |
| --- | ---------------------- | ---- | ------- |
| 1   | Stefan Brzózka         |      |         |
| 2   | Wiktor Balcarek        |      |         |
| 3   | Edward Nahlik          |      |         |
| 4   | Zygmunt Kloza          |      |         |
| 5   | Stanisław Kornasiewicz |      |         |
| 6   | Marek Szpakowski       |      |         |
| J1  | Antoni Sieroń          |      |         |
| W1  | Zyta Knapik            |      |         |

## ŁKS Łódź
| Nr. | Name                | Pkt. | Partien |
| --- | ------------------- | ---- | ------- |
| 1   | Witold Balcerowski  |      |         |
| 2   | Jan Gadaliński      |      |         |
| 3   | Jan Piechota        |      |         |
| 4   | Franciszek Damański |      |         |
| 5   | Julian Pajączkowski |      |         |
| 6   | Wojciech Szalecki   |      |         |
| J1  | Marek Fijałkowski   |      |         |
| W1  | Róża Herman         |      |         |

## KKS Hetman Wrocław
| Nr. | Name               | Pkt. | Partien |
| --- | ------------------ | ---- | ------- |
| 1   | Stefan Witkowski   |      |         |
| 2   | Czesław Błaszczak  |      |         |
| 3   | Zbigniew Terlecki  |      |         |
| 4   | Leszek Chrzanowski |      |         |
| 5   | Stanisław Ćwiąkała |      |         |
| 6   | Adam Grynszpan     |      |         |
| 7   | Jerzy Batorowicz   |      |         |
| J1  | Janusz Śledziewski |      |         |
| W1  | Henryka Jochelson  |      |         |

## KKSz WDK Kraków
| Nr. | Name               | Pkt. | Partien |
| --- | ------------------ | ---- | ------- |
| 1   | Bogdan Śliwa       |      |         |
| 2   | Edward Arłamowski  |      |         |
| 3   | Tadeusz Ciejka     |      |         |
| 4   | Edward Knapczyk    |      |         |
| 5   | Kazimierz Gdański  |      |         |
| 6   | Orest Słobodzian   |      |         |
| 7   | Czesław Wesołowski |      |         |
| J1  | Piotrowski         |      |         |
| W1  | Anna Jurczyńska    |      |         |

## RKS Drukarz Warszawa
| Nr. | Name                   | Pkt. | Partien |
| --- | ---------------------- | ---- | ------- |
| 1   | Manfred Mannke         |      |         |
| 2   | Zbigniew Solecki       |      |         |
| 3   | Witold Nowicki         |      |         |
| 4   | Wojciech Zabierzański  |      |         |
| 5   | Kosowicz               |      |         |
| 6   | Andrzej Szujecki       |      |         |
| 7   | Eugeniusz Rysak        |      |         |
| J1  | Kazimierz Marcinkowski |      |         |
| W1  | Kowalska               |      |         |

## KS Portowiec Gdańsk
| Nr. | Name                   | Pkt. | Partien |
| --- | ---------------------- | ---- | ------- |
| 1   | Jerzy Dreszer          |      |         |
| 2   | Wojciech Święcicki     |      |         |
| 3   | Stanisław Szczepaniec  |      |         |
| 4   | Bogusław Kruczyński    |      |         |
| 5   | Józef Roszkowski       |      |         |
| 6   | Mieczysław Klonowski   |      |         |
| 7   | Mieczysław Nakonieczny |      |         |
| J1  | Jerzy Kot              |      |         |
| W1  | Władysława Górska      |      |         |

## LKS Pogoń Wrocław
| Nr. | Name               | Pkt. | Partien |
| --- | ------------------ | ---- | ------- |
| 1   | Romuald Kuśnierz   |      |         |
| 2   | Ryszard Wyganowski |      |         |
| 3   | Juliusz Jaszczuk   |      |         |
| 4   | Władysław Rudak    |      |         |
| 5   | Michał Kowalski    |      |         |
| 6   | Erwin Tiberger     |      |         |
| 7   | Jerzy Koszarski    |      |         |
| J1  | Ławrynowicz        |      |         |
| W1  | Danuta Samolewicz  |      |         |

## WKSz Legion Warszawa
| Nr. | Name                  | Pkt. | Partien |
| --- | --------------------- | ---- | ------- |
| 1   | Andrzej Pytlakowski   |      |         |
| 2   | Marian Ziembiński     |      |         |
| 3   | Władysław Litmanowicz |      |         |
| 4   | Czesław Krulisch      |      |         |
| 5   | Teofan Domżał         |      |         |
| 6   | Tadeusz Dryzek        |      |         |
| 7   | Leon Tomaszewicz      |      |         |
| J1  | Janusz Szumski        |      |         |
| W1  | Mirosława Litmanowicz |      |         |
| W2  | Ginter                |      |         |

## KS Konstal Chorzów
| Nr. | Name                   | Pkt. | Partien |
| --- | ---------------------- | ---- | ------- |
| 1   | Ryszard Drozd          |      |         |
| 2   | Zygmunt Gabryś         |      |         |
| 3   | Stefan Kempa           |      |         |
| 4   | Kazimierz Marciszewski |      |         |
| 5   | Bronisław Marciszewski |      |         |
| 6   | Jerzy Dybała           |      |         |
| J1  | Jerzy Krempa           |      |         |
| W1  | Krystyna Korzuch       |      |         |

## BKS Budowlani Bydgoszcz
| Nr. | Name                 | Pkt. | Partien |
| --- | -------------------- | ---- | ------- |
| 1   | Stanisław Barche     |      |         |
| 2   | Jerzy Bratoszewski   |      |         |
| 3   | Waldemar Jagodziński |      |         |
| 4   | Jan Kośmicki         |      |         |
| 5   | Jan Kowalski         |      |         |
| 6   | Czesław Ziółkowski   |      |         |
| J1  | Benedykt Grabowski   |      |         |
| W1  | Krystyna Lewandowska |      |         |

## GKS Bytom
| Nr. | Name                 | Pkt. | Partien |
| --- | -------------------- | ---- | ------- |
| 1   | Adam Dzięciołowski   |      |         |
| 2   | Henryk Śliwiński     |      |         |
| 3   | Zbigniew Radzikowski |      |         |
| 4   | Witold Sobotkowski   |      |         |
| 5   | Józef Rozewicz       |      |         |
| 6   | Czesław Leśnik       |      |         |
| J1  | Zienc                |      |         |
| W1  | Krystyna Hołuj       |      |         |